# إلهام كلاب البساط
إلهام كلاب البساط (1944م)، أكاديمية وباحثة لبنانية، ورئيسة «جمعية اللبنانيات الجامعيات» وأستاذة «علاقات الشرق والغرب» في معهد الدراسات الإسلامية والمسيحية في جامعة القديس يوسف اللبنانية. وهي عضوة في الهيئة الوطنية للمرأة اللبنانية ورئيسة لجنة الشباب والتربية، ورئيسة جمعية اللبنانيات الجامعيات. وتحوز وسام الأرز الوطني من رتبة فارس.

## سيرة
ولدت إلهام رفيق أبي حنا الكلّاب في بلدة عمشيت اللبنانية في العام 1944، ووالدتها جوزفين نخله زخيا. أكملت دروسها الثانوية في مدرسة راهبات القلبين الأقدسين في الأشرفية، وحازت إجازتها الجامعية في كلية الآداب - الجامعة اللبنانية. وشهادة الدكتوراه في تاريخ الفن والآثار من جامعة السوربون في العاصمة الفرنسية باريس في العام 1977.
تزوجت من د. هشام البساط سنة 1974، عشية بداية الحرب الأهلية، ولها ولدان: رنا متخصصة في الفنون البصرية، وجاد في هندسة الاتصالات والكومبيوتر.

## نشاطها
ساهمت إلهام بالحراك الثقافي الذي كانت تشهده بيروت في ستينيات القرن العشرين، وفور عودتها من باريس، عينت أستاذة في معهد الفنون الجميلة في الجامعة اللبنانية ودرست فيها تاريخ الهندسة المعمارية، والهندسة التراثية، والفنون والجماليات منذ 1978 إلى حين تقاعدها. كما درّست في عدة جامعات في لبنان.
تترأس إلهام العديد من الجمعيات الأهلية، وكانت سابقًا رئيسة حلقة الحوار الثقافي في لبنان، ومديرة للمركز الدولي لعلوم الإنسان في اليونسكو.
بدءًا من العام 2019، تحوز منصب رئيسة جامعة حقوق الإنسان واللاعنف (AUNOHR).

## أعمالها
لإلهام العديد من الأبحاث والدراسات والمؤلفات ولها مساهمات فاعلة في عدة دوريات لبنانية، منها عضوة استشارية في غير مجلة أكاديمية محكمة منها مجلة الحداثة. كما هي مؤلفة ومنسقة تربوية وفنية للكتب المدرسية الوطنية في المركز التربوي للبحوث والإنماء. ومن أعمالها:
- هي تطبخ، هو يقرأ: صورة المرأة في الكتب المدرسية في لبنان - 1983 [14]
- مختارات من كتاب رحلة إلى الشرق - لالفونس دي لامارتين، ترجمة مع آخرين - 2006 [15][16]
- Le décor animalier dans l'art islamique de l'époque Umayyae [17]

ومن أبحاثها:
- العنف الاجتماعي والنساء
- تأثير الحرب على التحصيل الجامعي عند النساء
- صورة المرأة في الإعلام
- المرأة والعنف في السينما
- الإبداع والحرية عند المرأة العربية، في الرواية والشعر والفنون التشكيلية
- التربية ما بعد الحرب والعلاقة بالعنف الاجتماعي
- نسق القيَم في لبنان وتحولاته خلال الحرب
- صورة العربي في السينما الأميركية
- الغرب والشرق في روايات أمين معلوف
- سلسلة مقالات عن تحليل وتقديم للوحات من الفن التشكيلي العالمي
- سلسلة دراسات عن تاريخ الأشياء اليومية: الساعة، المفتاح، المرآة، الماء، الخبز...
- سلسلة مقالات عن تاريخ الفن للأطفال